# Мякишево (Никольский район)
Мякишево — деревня в Никольском районе Вологодской области.
Входит в состав Теребаевского сельского поселения, с точки зрения административно-территориального деления — в Теребаевский сельсовет.
Расстояние по автодороге до районного центра Никольска — 18 км, до центра муниципального образования Теребаево — - км. Ближайшие населённые пункты — Тарасово, Кипшеньга, Теребаево, Кузнецово.
По переписи 2002 года население — 86 человек (35 мужчин, 51 женщина). Всё население — русские.